# Möhrenbach (Altmühl)
Der Möhrenbach ist ein Bach in der Südlichen Frankenalb, der nach 19 km etwa nordöstlichen Laufs bei Treuchtlingen im Landkreis Weißenburg-Gunzenhausen von rechts in die Altmühl mündet.

## Name
1281 wird das Gewässer als Mern erstmals schriftlich erwähnt. Der Name leitet sich von germanisch *Marinō mit der Bedeutung „Fluss mit sumpfigen Stellen“ ab.

## Geographie

### Verlauf
Der Möhrenbach entsteht anderthalb Kilometer westsüdwestlich von Otting im schwäbischen Landkreis Donau-Ries im südlichen Mähderholz auf etwa 509 m ü. NHN. Er fließt von der Quelle bis zur Mündung recht beständig in nordöstliche Richtung.
Sogleich in die Flur tretend, folgt der Möhrenbach einem Feldweg nach Otting, nimmt an dessen Rand den Krummbach auf und folgt dann, teils verdolt, der Hauptstraße. Hinter dem Dorf erreicht ihn von links der Hentelgraben und nach dem mit Weilheim gemeinsamen Bahnhof an der Bahnstrecke Donauwörth–Treuchtlingen, die von hier aus bis zur Mündung im Tal verläuft, wiederum von dieser Seite der Ortigraben. Bei Weilheim setzt er zu seiner ersten Schlinge nach Nordwesten an und tritt in sein  Mäandertal ein, in dem er sich auch in Schlingen legt.
Floss er bisher in einer anfangs kaum merklichen, zuletzt nicht sehr tiefen Mulde, so zieht er nun in einem an den Hängen bewaldeten, tief eingegrabenen Tal mit zunächst noch schmaler Sohlbreite. Durch eine hier bis ins Tal reichende Flurbucht läuft nach der ersten Schlinge von rechts der Tränkgraben zu. Jenseits der Kreisgrenze zum Landkreis Weißenburg-Gunzenhausen, zugleich Stadtgrenze von Treuchtlingen, beginnt eine Flurinsel um Gundelsheim; das Dorf liegt in einer kurzzeitig flacheren Talmulde, nach ihm mündet von links der Westenbrunnenbach, der längste Zufluss des Möhrenbachs überhaupt. Nach einem weiteren Abschnitt mit steilen, bewaldeten Hängen betritt von rechts die Staatsstraße 2217 das Tal, durch das zulaufende Nebental des Brüllgrabens, mit dessen Zulauf die Talsohle merklich breiter wird; die Straße folgt bis zur Mündung dem Bach.
Danach spannt sich übers Tal die Obere Möhrenbachbrücke der Bahnstrecke Donauwörth–Treuchtlingen, der Bach passiert dann gleich Möhren, das größtenteils am linken Hang liegt, und dreht sich um den Hirschberg (528,8 m ü. NHN) im Südosten herum in östliche Richtung. Auf dem dann folgenden, recht geraden unteren Talabschnitt stehen vier Mühlen an seinem Ufer, die Fuchsmühle, die Mattenmühle, die Schürmühle, nach der die Bahnlinie wieder auf die linke Talseite wechselt, und die Dickmühle; an der zweiten erreicht ihn dabei von rechts sein letzter größerer Zufluss, der Stegelgraben.
Anschließend kehrt der Bach sich wieder in seine bevorzugte Fließrichtung, betritt die Talaue der Altmühl, zieht hier noch an der Sägmühle und der Schmarrmühle vorbei und mündet dann, wenig südlich von Treuchtlingen und gegenüber der Teufelskanzel nach einem Lauf von rund 19 km Länge auf etwa 408 m ü. NHN von rechts in die südöstlich fließende Altmühl.

### Zuflüsse
Liste der Zuflüsse und  Seen von der Quelle zur Mündung. Mit Gewässerlänge, Seefläche, Einzugsgebiet und Höhe. Andere Quellen für die Angaben sind vermerkt.
Ursprung des Möhrenbachs westsüdwestlich von Otting im südlichen Mähderholz auf etwa 509 m ü. NHN.
- Krummbach, von rechts am südwestlichen Ortsrand von Otting, ca. 0,9 km. Entsteht neben der Bahnlinie südlich von hier.
- (Graben), von links an der Wemdinger Straße schon im Dorf Otting, ca. 1,5 km. Läuft beständig neben der Kreisstraße 18 aus Wemding.
- (Zulauf), von links im westlichen Dorf, ca. 1,6 km. Entsteht an einer östlichen Flurbucht im Burgschlag und durchläuft den Burgweiher und einen weiteren Weiher an der Schlossstraße von Otting.
- Gullenbach, von rechts zuletzt verdolt in der Ortsmitte von Otting, ca. 1,5 km. Entsteht am Rand einer Lichtung im Kohlbattenschlag.
- Hentelgraben, von links zwischen Otting und dem Bahnhof Otting-Weilheim, ca. 2,3 km. Entsteht beim Henthalhof
- Bumbenhöllgraben, von rechts noch vor dem Bahnhof, ca. 1,8 km. Entsteht an einer südöstlichen Flurbucht am Waldgewann Lindau.
- Ortigraben, von links zwischen Bahnhof und Weilheim, ca. 1,3 km. Entsteht zwischen Herren- und Buchschlag nahe der Keltenschanze.
- Tränkgraben, von rechts unterhalb von Weilheim nach dem talquerenden Bahndamm, ca. 1,2 km. Entsteht in den Auewiesen nordwestlich von Rehau.
- Westenbrunnenbach, von links nach Gundelsheim, 7,8 km[GV 1] und 59,5 km².[GV 2] Höchste und mündungsfernste Quelle am Steppberg südlich von Wolferstadt.
Der Möhrenbach ist hier selbst zwar schon 10,2 km[GV 1] lang, hat aber erst ein 28,2 km²[GV 2] großes Teileinzugsgebiet.
- Brüllgraben, von rechts vor der Eisenbahnbrücke südlich von Möhren, 6,1 km[GV 1] und 19,8 km².[GV 2] Seun längster beständiget Oberlauf Nachtweidegraben entsteht südlich von Büttelbronn. Der ungefähr einen Kilometer längere linke Oberlauf Schmalzgraben entsteht südlich von Rehau, seine Unterlaufmulde ist aber ein Trockental.
- Stegelgraben, von rechts an der Treuchtlinger Mattenmühle, ca. 2,0 km.

Mündung des Möhrenbachs an der Treuchtlinger Kläranlage gegenüber der Teufelskanzel auf etwa 408 m ü. NHN von rechts und Südwesten in die Altmühl. Der Möhrenbach ist  19,1 km lang und hat ein 128,2 km² großes oberirdisches Einzugsgebiet.

## Ortschaften
Am Lauf in Fließrichtung:
- Otting
- Monheim-Weilheim
- Treuchtlingen-Gundelsheim
- Treuchtlingen-Möhren
- Treuchtlingen-Fuchsmühle
- Treuchtlingen-Mattenmühle
- Treuchtlingen-Schürmühle
- Treuchtlingen-Dickmühle
- Treuchtlingen-Sägmühle
- Treuchtlingen-Schmarrmühle

### BayernAtlas („BA“)
Amtliche Online-Gewässerkarte mit passendem Ausschnitt und den hier benutzten Layern: Lauf und Einzugsgebiet des Möhrenbachs

Allgemeiner Einstieg ohne Voreinstellungen und Layer: BayernAtlas der Bayerischen Staatsregierung (Hinweise)
1. 1 2 3  Höhe abgefragt auf dem Hintergrundlayer Amtliche Karte (Rechtsklick).
2. ↑  Länge abgemessen auf dem Hintergrundlayer Amtliche Karte.
3. ↑  Seefläche abgemessen auf dem Hintergrundlayer Amtliche Karte.
4. ↑  Einzugsgebiet abgemessen auf dem Hintergrundlayer Amtliche Karte.

### Gewässerverzeichnis Bayern („GV“)
1. 1 2 3 4 5 6  Länge nach: Verzeichnis der Bach- und Flussgebiete in Bayern – Flussgebiet Lech bis Naab, Seite 106 des Bayerischen Landesamtes für Umwelt, Stand 2016 (PDF; 2,9 MB) und Folgeseite (Seitenzahl kann sich ändern.)
2. 1 2 3 4  Einzugsgebiet nach: Verzeichnis der Bach- und Flussgebiete in Bayern – Flussgebiet Lech bis Naab, Seite 106 des Bayerischen Landesamtes für Umwelt, Stand 2016 (PDF; 2,9 MB) und Folgeseite (Seitenzahl kann sich ändern.)

### Sonstige
1. ↑  Ralph Jätzold: Geographische Landesaufnahme: Die naturräumlichen Einheiten auf Blatt 172 Nördlingen. Bundesanstalt für Landeskunde, Bad Godesberg 1962. → Online-Karte (PDF; 3,9 MB)
2. ↑  Albrecht Greule: Deutsches Gewässernamenbuch. Walter de Gruyter, Berlin / Boston 2014, ISBN 978-3-11-057891-1, S. 354, „Möhrenbach“ (Auszug in der Google-Buchsuche).